# 立体交差
立体交差、立体交叉（りったいこうさ）は、物体が移動するにあたって複数の道筋が異なる平面上で交差（交叉）することを言う。建築や交通分野の用語としては、道筋の実際は基本的に路線や水路であり、立体交差する状況や施設を指して言う。
鉄道路線や道路では多くの実例を挙げられるが、ローマ水道に代表される水路の立体交差も古今に多くの例を見出せる。また、人間と野生動物の生活上の道筋が交差する不都合を避ける目的で立体化する設備・施設（後述）も定義から外れない。

## 概要
平面交差に比べ、一方の路線を通行する車両がもう一方の通行を妨げないため、路線の容量の増加、渋滞の解消、交通事故の防止などに役立つ。なお、用水路と河川など、水路同士が立体交差している場合もある。

## 主な立体交差の種類
立体交差は以下の3種類に大別される。
- 複数の鉄道路線
- 複数の道路
- 複数の鉄道路線および道路

### 複数の鉄道路線
列車本数の多い鉄道路線が交差する場合は、線路同士を立体交差とする場合がある。列車本数が多い場合には、平面交差はダイヤ上のネック、増発の妨げとなるため、立体交差で建設されることがままある。立体交差化の理由として列車運行の安全面があげられることもある。鉄道の立体交差のうち橋梁形式で立体交差を行うものを線路橋と呼ぶ。
ただし、鉄道は道路に比べ、曲線半径や勾配など線形条件に関する制限事項が多いため、広大な用地と建設コストが大きくなりがちである。平面交差であったものを立体交差化する場合には、運行している列車の障害とならないことが要求され、さらに交差路線間を転線する列車がある場合には転線への対応が要求されるため、より長期間の工期と多くの費用が必要となる。
日本では、新幹線は全て立体交差にすることが法律で定められている。
鉄道の立体交差は地下でも行われる。後に建設された路線が下を通ることが多いが先の路線を建設する際に予め空間を造っておき、後からそこに路線を追加する例もある。

### 複数の道路
複数の道路の立体交差は、いずれかの道路を高架橋もしくは地下道にて交差を回避するものから、ランプを使った複雑なインターチェンジなどがあり、複数の道路の平面での交差をしない施設である。
日本では、高速道路（厳密には、道路構造令における第1種の高速自動車国道、及び自動車専用道路と第2種の都市高速道路）の場合は、全て立体交差であり他の道路との接続はインターチェンジ構造と決められている。
高速道路以外の道路どうしの場合、交差する道路を直進する場合のみ立体交差になり、道路を右折ないし左折する場合は平面交差となる構造の交差点がある。

### 複数の鉄道路線および道路
鉄道と道路の平面交差する場所は踏切である。踏切は、交通が錯綜することから事故が起こりやすく、また渋滞の原因ともなる。日本では、列車本数や線路数が多い踏切で、開いている時間が閉まっている時間よりも短い「開かずの踏切」が発生し、社会問題となっている事がある。そのため、特に交通量の多い踏切を中心に、道路の立体交差化や、鉄道の連続立体交差化が進められている。
日本で20世紀末以降に建設された鉄道路線では、道路法第三十一条に「当該道路の交通量又は当該鉄道の運転回数が少ない場合、地形上やむを得ない場合その他政令で定める場合を除くほか、当該交差の方式は、立体交差としなければならない。」と記されていることもあって、道路とは原則立体交差とする構造で建設されている。結果として踏切は全く無いか、あってもごく少数という路線も少なくない。

## その他の立体交差

### 立体横断施設
歩行者（および場合によっては自転車）が道路を車両と出会うことなく横断する、あるいは線路を列車と出会うことなく横断する施設であり、横断歩道橋及び地下横断歩道がある。

### 水路
河川と人工の水路が水路橋を介して立体交差していることがある。

### 飛行場
飛行場（空港・軍用飛行場等）にあっては滑走路、誘導路などと一般の道路、鉄道とを立体交差させるため、道路や鉄道をトンネルとすることが多い。成田国際空港 第3ターミナル、クアラルンプール国際空港 KLIA2、ロンドン・ガトウィック空港 北ターミナルなどでは、誘導路の上に歩行者用の橋をかけている。

### 動物横断路
山間地などに道路を建設する場合、獣道を始めとする野生動物の生活道は人間用の道路によって分断されてしまうが、野生動物の棲息地域はこれによって狭まり、遺伝子的多様性をも少なからず損なってしまうものである。
動物横断路は、このような生態系への悪影響を軽減することや、動物が安全に横断できることを目的として設けられる、自然環境保全のための立体交差である。影響が予想される動物には地上棲と樹上棲がいることから、動物横断路には人間用道路の下方をくぐるアンダーパスと上方を通過するオーバーパスといった2つの類型がある。前者には、暗渠や排水用管路を利用して地下に道を通すトンネル型と、人間用道路が架橋構造となったものがあり、対して後者には、様々な架橋構造のものがある。これには、大分県の東九州自動車道にかかる「おさるの橋」のような、大規模な土木工事を必要とする施設もあれば、例えば、人間用道路を跨ぐ標識施設を活用したヤマネのための渡し“ヤマネブリッジ”や、空中を横幅30cmの吊り橋で繋いだリス用の渡しも、十分に機能する動物横断路の一種である。

## 道路底部での冠水
道路や線路などの下をくぐっている立体交差の底部には排水・貯水設備を備えている。しかし、集中豪雨などで短時間に大量の水の流入で排水・貯水限度を超える場合や落ち葉などで目詰まりを起こし正常に排水できなくなると道路底部に水が溜まり冠水してしまう。数十センチの冠水でも車のドアが開かなくなり脱出が困難になる。これを回避するため急激な大雨などには入り口や手前に侵入注意・禁止が表示されるようにしている個所もある。

### 死亡事故例
- 2023年7月15日 - 韓国忠清北道清州市で美湖江の堤防決壊。溢水が近隣のアンダーパス（宮坪第2地下車道）に流れ込み、路線バスを含む15台以上が水没した。この事故により13人以上が死亡している[13]。